# Élections aux Cortes de Castille-et-León de 2015
Les élections aux Cortes de Castille-et-León de 2015 (en espagnol : Elecciones a las Cortes de Castilla y León de 2015) se sont tenues le dimanche 24 mai 2015 afin d'élire les quatre-vingt-quatre députés de la neuvième législature des Cortes de Castille-et-León, parlement de la communauté autonome.
Le scrutin voit la victoire du Parti populaire de Castille-et-León (PPCyL), qui perd toutefois sa majorité absolue.

## Contexte
Depuis 1991, la Castille-et-León est un bastion de la droite conservatrice.
Les précédentes élections du 22 mai 2011 en ont constitué une éclatante démonstration. Au pouvoir depuis 1987, disposant de la majorité absolue depuis 1991, le PPCyL a assuré sa reconduction avec 53,3 % des suffrages exprimés, ce qui lui a donné 53 députés sur 84, un record dans l'histoire de la communauté autonome. Le Parti socialiste de Castille-et-León-PSOE (PSCyL-PSOE), au pouvoir de 1983 à 1987, est resté loin derrière, calant à 30,7 % et 29 députés, soit sa plus mauvaise performance depuis son grave échec de 1995. Il n'a pas franchi les 30 % des voix dans quatre des neuf provinces, son plus mauvais résultat de ce point de vue. Cette défaite fait les affaires de la Gauche unie de Castille-et-León (IU-CyL), qui gagne 1 mandat avec ses 5 % et revient ainsi dans l'hémicycle parlementaire dont elle est absente depuis 1999. Quant à l'Union du peuple léonais (UPL), présente uniquement dans la province de León, elle n'y engrange que 8,9 % – soit 1,9 % au niveau régional – et doit se contenter de sauver un seul de ses deux députés.
Les élections municipales qui se tiennent le même jour offrent le même résultat. Avec un total de 48,3 % dans les neuf provinces, les conservateurs se placent solidement en tête, loin devant les socialistes qui cumulent tout juste 30,5 % des suffrages. Troisièmes, les écosocialistes montent à 5,2 % des voix, tandis que les régionalistes léonais atteignent 1,4 %, soit 6,3 % en León. En conséquence, le PSOE doit céder au PP les mairies de León, Palencia et deux autres villes de plus de 20 000 habitants, mais en récupère une, ce qui donne aux conservateurs le contrôle de onze des quinze plus grandes communes de la région, dont sept capitales provinciales. De la sorte, ils maintiennent leur grand chelem sur les députations provinciales.
Aux élections législatives anticipées du 20 novembre 2011, le PP confirme sa domination dans la communauté autonome. Il récolte effectivement 55,4 % des voix et 21 députés sur les 32 à élire dans les neuf provinces. Largement devancé, le PSOE atteint péniblement 29,2 % et pourvoit aux 11 mandats restants. En avril 2012, le député de Palencia au Congrès Julio Villarrubia prend la suite d'Óscar López – devenu secrétaire à l'Organisation du PSOE – comme secrétaire général du PSCyL-PSOE.
Avec l'organisation des élections européennes du 25 mai 2014, le paysage politique de la communauté autonome est remis en question. Éternel premier, le Parti populaire recueille seulement 37,5 % des voix. Il faut remonter aux années 1980 pour voir les conservateurs sous les 40 %. Le Parti socialiste ouvrier espagnol est de nouveau laissé derrière, en deuxième position avec 23,4 %, soit le premier passage de son histoire régionale sous les 25 % des suffrages exprimés. Cet effondrement profite en premier lieu à Union, progrès et démocratie (UPyD), parti centriste social-libéral qui engrange 8,3 %, et à la Gauche unie, qui totalise le même nombre de voix. Enfin, le nouveau parti de gauche anti-libéral Podemos se hisse lui aussi au-dessus des 5 %, puisque sa liste recueille 8,2 % des suffrages exprimés.
À la suite de cette élection, plus de la moitié des membres de la commission exécutive du PSCyL-PSOE démissionne, contraignant à la convocation d'un congrès extraordinaire et à la désignation d'une direction provisoire sous l'autorité de Jesús Quijano. À cette occasion, le député de Burgos au Congrès Luis Tudanca est élu par les militants et défait Julio Villarrubia, candidat à sa succession.

## Mode de scrutin

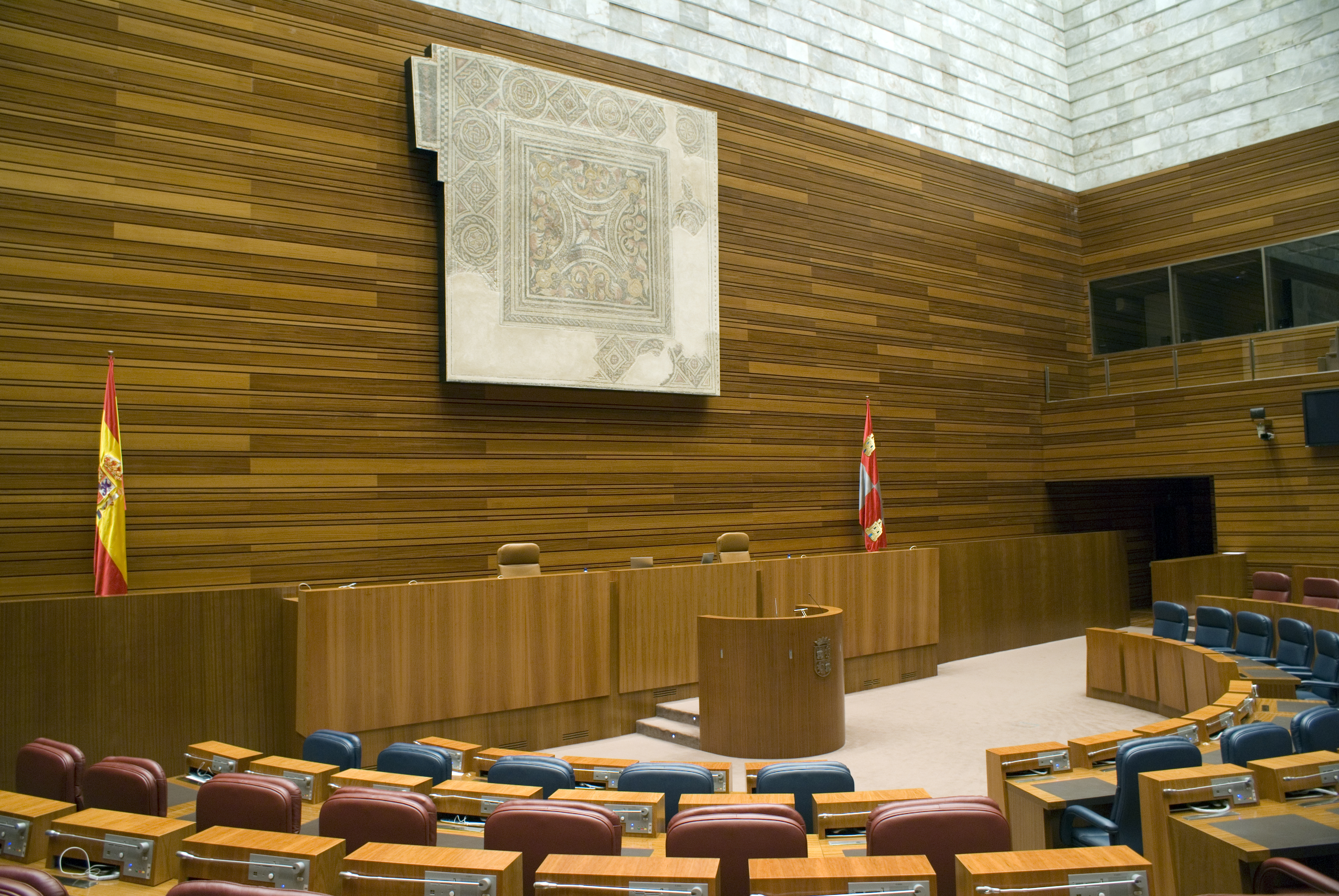
Salle des séances des Cortes de Castille-et-León.

Les Cortes de Castille-et-León se composent de 84 députés (en espagnol : procuradores), élus pour un mandat de quatre ans au suffrage universel direct, suivant le scrutin proportionnel à la plus forte moyenne d'Hondt. Toutefois, le nombre de parlementaires n'est pas fixe : chaque province en a trois d'office, puis un supplémentaire pour 45 000 habitants ou fraction supérieure à 22 500.
Chaque province constitue une circonscription, à raison de 7 sièges pour Ávila, 11 sièges pour Burgos, 14 sièges pour León, 7 sièges pour Palencia, 11 sièges pour Salamanque, 7 sièges pour Ségovie, 5 sièges pour Soria, 15 sièges pour Valladolid et 7 sièges pour Zamora. Seules les forces politiques – partis, coalitions, indépendants – ayant remporté au moins 3 % des suffrages exprimés au niveau d'un territoire provincial participent à la répartition des sièges.

## Campagne

### Partis et chefs de file
| Parti | Parti                                                                                | Chef de file                                 | Idéologie                                         | Score en 2011              |
| ----- | ------------------------------------------------------------------------------------ | -------------------------------------------- | ------------------------------------------------- | -------------------------- |
|       | Parti populaire de Castille-et-León Partido Popular de Castilla y León               | Juan Vicente Herrera (Président de la Junte) | Centre droit Conservatisme, démocratie chrétienne | 50,2 % des voix 48 députés |
|       | Parti socialiste de Castille-et-León-PSOE Partido Socialista de Castilla y León-PSOE | Luis Tudanca                                 | Centre gauche Social-démocratie, progressisme     | 38,5 % des voix 33 députés |
|       | Gauche unie Izquierda Unida                                                          | Pablo Fernández Santos                       | Gauche Écosocialisme, communisme, républicanisme  | 5 % des voix 1 député      |
|       | Union du peuple léonais Unión del Pueblo Leonés                                      | Luis Mariano Santos                          | Centre Régionalisme léonais                       | 2,7 % des voix 2 députés   |

## Résultats

### Voix et sièges
|                          |                                                         |           |       |       |        |               |  |  |  |  |  |  |  |  |
| Parti                    | Parti                                                   | Voix      | %     | +/-   | Sièges | +/-           |  |  |  |  |  |  |  |  |
|                          | Parti populaire de Castille-et-León (PP)                | 514 301   | 37,73 | 13,82 | 42     | 11            |  |  |  |  |  |  |  |  |
|                          | Parti socialiste de Castille-et-León-PSOE               | 353 575   | 25,94 | 3,74  | 25     | 4             |  |  |  |  |  |  |  |  |
|                          | Podemos                                                 | 165 475   | 12,14 | Nv.   | 10     | 10            |  |  |  |  |  |  |  |  |
|                          | Ciudadanos (Cs)                                         | 139 954   | 10,27 | 10,01 | 5      | 5             |  |  |  |  |  |  |  |  |
|                          | Gauche unie-Equo (IU-Equo)                              | 56 516    | 4,15  | 0,72  | 1      | en stagnation |  |  |  |  |  |  |  |  |
|                          | Union, progrès et démocratie (UPyD)                     | 19 597    | 1,44  | 1,84  | 0      | en stagnation |  |  |  |  |  |  |  |  |
|                          | Union du peuple léonais (UPL)                           | 19 176    | 1,41  | 0,45  | 1      | en stagnation |  |  |  |  |  |  |  |  |
|                          | Citoyens de centre démocratique (CCD)                   | 12 748    | 0,94  | 0,19  | 0      | en stagnation |  |  |  |  |  |  |  |  |
|                          | Vox                                                     | 9 333     | 0,68  | Nv.   | 0      | en stagnation |  |  |  |  |  |  |  |  |
|                          | Parti animaliste contre la maltraitance animale (PACMA) | 7 263     | 0,53  | 0,16  | 0      | en stagnation |  |  |  |  |  |  |  |  |
|                          | Coalition pour El Bierzo (CB)                           | 5 032     | 0,37  | 0,20  | 0      | en stagnation |  |  |  |  |  |  |  |  |
|                          | Parti castillan-Terre du peuple (PCAS-TC)               | 4 504     | 0,33  | 0,61  | 0      | en stagnation |  |  |  |  |  |  |  |  |
|                          | Gagnons avec le fractionnement                          | 2 445     | 0,18  | Nv.   | 0      | en stagnation |  |  |  |  |  |  |  |  |
|                          | Électeurs indépendants zamorans (ADEIZA)                | 2 380     | 0,17  | 0,06  | 0      | en stagnation |  |  |  |  |  |  |  |  |
|                          | Décider maintenant-Alternative socialiste (AD-AS)       | 2 285     | 0,17  | Nv.   | 0      | en stagnation |  |  |  |  |  |  |  |  |
|                          | Parti autonomiste léonais (PAL)                         | 1 963     | 0,14  | 0,13  | 0      | en stagnation |  |  |  |  |  |  |  |  |
|                          | Phalange espagnole (FE-JONS)                            | 1 779     | 0,13  | 0,02  | 0      | en stagnation |  |  |  |  |  |  |  |  |
|                          | Groupe des citoyens ruraux (CRA)                        | 1 698     | 0,12  | Nv.   | 0      | en stagnation |  |  |  |  |  |  |  |  |
|                          | Parti communiste des peuples d'Espagne (PCPE)           | 1 408     | 0,10  | 0,07  | 0      | en stagnation |  |  |  |  |  |  |  |  |
|                          | Parti régionaliste du pays léonais (PREPAL)             | 1 374     | 0,10  | 0,04  | 0      | en stagnation |  |  |  |  |  |  |  |  |
|                          | Autres partis                                           | 6 975     | 0,51  | -     | 0      | -             |  |  |  |  |  |  |  |  |
|                          | Vote blanc                                              | 33 274    | 2,44  | 0,84  |        |               |  |  |  |  |  |  |  |  |
|                          |                                                         |           |       |       |        |               |  |  |  |  |  |  |  |  |
| Suffrages exprimés       | Suffrages exprimés                                      | 1 363 055 | 97,93 |       |        |               |  |  |  |  |  |  |  |  |
| Votes nuls               | Votes nuls                                              | 28 742    | 2,07  |       |        |               |  |  |  |  |  |  |  |  |
| Total                    | Total                                                   | 1 391 797 | 100   | -     | 84     | en stagnation |  |  |  |  |  |  |  |  |
| Abstention               | Abstention                                              | 753 831   | 35,13 |       |        |               |  |  |  |  |  |  |  |  |
| Inscrits / participation | Inscrits / participation                                | 2 145 628 | 64,87 |       |        |               |  |  |  |  |  |  |  |  |

#### Par circonscription
|             |             |         |         |        |               |         |         |        |               |         |         |        |               |  |  |  |  |
| Sièges      | Sièges      | 7       | 7       | 7      | en stagnation | 11      | 11      | 11     | en stagnation | 14      | 14      | 14     | en stagnation |  |  |  |  |
|             |             |         |         |        |               |         |         |        |               |         |         |        |               |  |  |  |  |
|             |             | Nombre  | Nombre  | %      | %             | Nombre  | Nombre  | %      | %             | Nombre  | Nombre  | %      | %             |  |  |  |  |
| Inscrits    | Inscrits    | 140 801 | 140 801 | 100,00 | 100,00        | 301 831 | 301 831 | 100,00 | 100,00        | 444 089 | 444 089 | 100,00 | 100,00        |  |  |  |  |
| Abstentions | Abstentions | 42 528  | 42 528  | 30,20  | 30,20         | 109 530 | 109 530 | 36,29  | 36,29         | 174 797 | 174 797 | 39,36  | 39,36         |  |  |  |  |
| Votants     | Votants     | 98 273  | 98 273  | 69,80  | 69,80         | 192 301 | 192 301 | 63,71  | 63,71         | 269 292 | 269 292 | 60,64  | 60,64         |  |  |  |  |
| Nuls        | Nuls        | 2 374   | 2 374   | 2,42   | 2,42          | 3 955   | 3 955   | 2,06   | 2,06          | 5 563   | 5 563   | 2,07   | 2,07          |  |  |  |  |
| Exprimés    | Exprimés    | 95 899  | 95 899  | 97,58  | 97,58         | 188 346 | 188 346 | 97,94  | 97,94         | 263 729 | 263 729 | 97,93  | 97,93         |  |  |  |  |
|             |             |         |         |        |               |         |         |        |               |         |         |        |               |  |  |  |  |
| Partis      | Partis      | Voix    | %       | Sièges | +/−           | Voix    | %       | Sièges | +/−           | Voix    | %       | Sièges | +/−           |  |  |  |  |
|             | PP          | 43 434  | 45,29   | 4      | 1             | 68 706  | 36,48   | 5      | 2             | 84 752  | 32,14   | 5      | 3             |  |  |  |  |
|             | PSOE        | 21 149  | 22,05   | 2      | en stagnation | 46 542  | 24,71   | 3      | 1             | 72 110  | 27,34   | 5      | en stagnation |  |  |  |  |
|             | Podemos     | 9 675   | 10,09   | 0      | en stagnation | 26 740  | 14,20   | 2      | 2             | 33 254  | 12,61   | 2      | 2             |  |  |  |  |
|             | Cs          | 11 456  | 11,95   | 1      | 1             | 22 728  | 12,07   | 1      | 1             | 23 461  | 8,90    | 1      | 1             |  |  |  |  |
|             | IU-Equo     | 3 796   | 3,96    | 0      | en stagnation | 7 312   | 3,88    | 0      | en stagnation | 9 027   | 3,42    | 0      | en stagnation |  |  |  |  |
|             | UPL         | NC      | NC      | NC     | NC            | NC      | NC      | NC     | NC            | 18 431  | 6,99    | 1      | en stagnation |  |  |  |  |
|             | Autres      | 4 249   | 4,43    |        |               | 11 694  | 6,21    |        |               | 15 932  | 6,04    |        |               |  |  |  |  |
|             | Blanc       | 2 140   | 2,23    | 4 624  | 2,46          | 6 762   | 2,56    |        |               |         |         |        |               |  |  |  |  |

|             |             |         |         |        |               |         |         |        |               |         |         |        |               |  |  |  |  |
| Sièges      | Sièges      | 7       | 7       | 7      | en stagnation | 11      | 11      | 11     | en stagnation | 7       | 7       | 7      | en stagnation |  |  |  |  |
|             |             |         |         |        |               |         |         |        |               |         |         |        |               |  |  |  |  |
|             |             | Nombre  | Nombre  | %      | %             | Nombre  | Nombre  | %      | %             | Nombre  | Nombre  | %      | %             |  |  |  |  |
| Inscrits    | Inscrits    | 138 804 | 138 804 | 100,00 | 100,00        | 310 405 | 310 405 | 100,00 | 100,00        | 121 955 | 121 955 | 100,00 | 100,00        |  |  |  |  |
| Abstentions | Abstentions | 40 597  | 40 597  | 29,25  | 29,25         | 118 704 | 118 704 | 38,24  | 38,24         | 35 725  | 35 725  | 29,29  | 29,29         |  |  |  |  |
| Votants     | Votants     | 98 207  | 98 207  | 70,75  | 70,75         | 191 701 | 191 701 | 61,76  | 61,76         | 86 230  | 86 230  | 70,71  | 70,71         |  |  |  |  |
| Nuls        | Nuls        | 2 127   | 2 127   | 2,17   | 2,17          | 3 983   | 3 983   | 2,08   | 2,08          | 2 177   | 2 177   | 2,52   | 2,52          |  |  |  |  |
| Exprimés    | Exprimés    | 96 080  | 96 080  | 97,83  | 97,83         | 187 718 | 187 718 | 97,92  | 97,92         | 84 053  | 84 053  | 97,48  | 97,48         |  |  |  |  |
|             |             |         |         |        |               |         |         |        |               |         |         |        |               |  |  |  |  |
| Partis      | Partis      | Voix    | %       | Sièges | +/−           | Voix    | %       | Sièges | +/−           | Voix    | %       | Sièges | +/−           |  |  |  |  |
|             | PP          | 39 387  | 40,99   | 4      | en stagnation | 77 915  | 41,51   | 6      | 1             | 33 632  | 40,01   | 4      | 1             |  |  |  |  |
|             | PSOE        | 27 881  | 29,02   | 2      | 1             | 47 479  | 25,29   | 3      | 1             | 23 097  | 27,48   | 2      | en stagnation |  |  |  |  |
|             | Podemos     | 10 411  | 10,84   | 1      | 1             | 20 207  | 10,76   | 1      | 1             | 9 467   | 11,26   | 1      | 1             |  |  |  |  |
|             | Cs          | 9 534   | 9,92    | 0      | en stagnation | 24 909  | 13,27   | 1      | 1             | 7 627   | 9,07    | 0      | en stagnation |  |  |  |  |
|             | IU          | 3 703   | 3,85    | 0      | en stagnation | 5 612   | 2,99    | 0      | en stagnation | 3 005   | 3,58    | 0      | en stagnation |  |  |  |  |
|             | Autres      | 2 754   | 2,87    |        |               | 7 019   | 3,74    |        |               | 7 225   | 8,60    |        |               |  |  |  |  |
|             | Blanc       | 2 410   | 2,51    | 4 577  | 2,44          | 1 995   | 2,37    |        |               |         |         |        |               |  |  |  |  |

|             |             |        |        |        |               |         |         |        |               |         |         |        |               |  |  |  |  |
| Sièges      | Sièges      | 5      | 5      | 5      | en stagnation | 15      | 15      | 15     | en stagnation | 7       | 7       | 7      | en stagnation |  |  |  |  |
|             |             |        |        |        |               |         |         |        |               |         |         |        |               |  |  |  |  |
|             |             | Nombre | Nombre | %      | %             | Nombre  | Nombre  | %      | %             | Nombre  | Nombre  | %      | %             |  |  |  |  |
| Inscrits    | Inscrits    | 77 336 | 77 336 | 100,00 | 100,00        | 434 813 | 434 813 | 100,00 | 100,00        | 175 594 | 175 594 | 100,00 | 100,00        |  |  |  |  |
| Abstentions | Abstentions | 28 042 | 28 042 | 36,26  | 36,26         | 140 187 | 140 187 | 32,24  | 32,24         | 63 721  | 63 721  | 36,29  | 36,29         |  |  |  |  |
| Votants     | Votants     | 49 294 | 49 294 | 63,74  | 63,74         | 294 626 | 294 626 | 67,76  | 67,76         | 111 873 | 111 873 | 63,71  | 63,71         |  |  |  |  |
| Nuls        | Nuls        | 1 234  | 1 234  | 2,50   | 2,50          | 4 896   | 4 896   | 1,66   | 1,66          | 2 433   | 2 433   | 2,17   | 2,17          |  |  |  |  |
| Exprimés    | Exprimés    | 48 060 | 48 060 | 97,50  | 97,50         | 289 730 | 289 730 | 98,34  | 98,34         | 109 440 | 109 440 | 97,83  | 97,83         |  |  |  |  |
|             |             |        |        |        |               |         |         |        |               |         |         |        |               |  |  |  |  |
| Partis      | Partis      | Voix   | %      | Sièges | +/−           | Voix    | %       | Sièges | +/−           | Voix    | %       | Sièges | +/−           |  |  |  |  |
|             | PP          | 17 712 | 36,85  | 3      | en stagnation | 103 538 | 35,74   | 7      | 2             | 45 225  | 41,32   | 4      | 1             |  |  |  |  |
|             | PSOE        | 14 978 | 31,17  | 2      | en stagnation | 72 399  | 24,99   | 4      | 1             | 27 940  | 25,53   | 2      | en stagnation |  |  |  |  |
|             | Podemos     | 5 772  | 12,01  | 0      | en stagnation | 37 872  | 13,07   | 2      | 2             | 12 077  | 11,04   | 1      | 1             |  |  |  |  |
|             | Cs          | 5 834  | 12,14  | 0      | en stagnation | 25 915  | 8,94    | 1      | 1             | 8 491   | 7,75    | 0      | en stagnation |  |  |  |  |
|             | IU          | 1 368  | 2,85   | 0      | en stagnation | 17 943  | 6,19    | 1      | en stagnation | 4 750   | 4,34    | 0      | en stagnation |  |  |  |  |
|             | UPL         | NC     | NC     | NC     | NC            | NC      | NC      | NC     | NC            | 745     | 0,68    | 0      | en stagnation |  |  |  |  |
|             | Autres      | 730    | 1,52   |        |               | 26 037  | 8,99    |        |               | 7 138   | 6,52    |        |               |  |  |  |  |
|             | Blanc       | 1 666  | 3,47   | 6 026  | 2,08          | 3 074   | 2,81    |        |               |         |         |        |               |  |  |  |  |

### Analyse
Avec 21 000 inscrits en moins par rapport à 2011, ces élections sont les troisièmes consécutives marquées par ce phénomène, et celle la plus fortement touchée. En outre, 71 000 électeurs de plus que quatre ans auparavant décident de ne pas se rendre dans les bureaux de vote.
De nouveau en tête et réalisant le grand chelem des neuf provinces, le Parti populaire de Castille-et-León est cependant bousculé assez sévèrement dans sa domination. Il abandonne en effet 198 000 suffrages, ce qui constitue son plus fort recul et la plus grande hémorragie électorale de l'histoire de la communauté autonome. Dans les provinces de Burgos, León, Soria et Valladolid, il chute sous les 40 % des exprimés. Toutefois, du fait du mode de scrutin, il contrôle l'exacte moitié des sièges à pourvoir et peut donc empêcher quiconque de gouverner, mais ne dispose plus de la majorité absolue qu'il contrôlait depuis 24 ans.
Le Parti socialiste de Castille-et-León-PSOE n'est pas en reste, puisqu'il connaît lui aussi un important reflux, qui l'amène à son plus mauvais résultat régional. Ce sont en effet 72 000 voix qui lui manquent par rapport à 2011, ce qui l'amène pour la première fois sous le seuil des 30 % des suffrages exprimés et au seuil des 25 députés. Ainsi, il ne dépasse les 30 % que dans la province de Soria et passe sous les 25 % dans la province d'Ávila. Son écart avec le PPCyL est toutefois fortement réduit du fait de la chute de ce dernier, passant de 314 000 bulletins de vote en 2011 à 188 000 désormais.
Première formation à profiter de cette remise en cause électorale du bipartisme dominant, Podemos attire plus de 150 000 voix et monte directement à 12,4 % des voix. Troisième dans six provinces, le parti antilibéral y surpasse partout les 10 %. Il échoue à gagner des sièges uniquement dans les circonscriptions d'Ávila et de Soria. L'autre force émergente, Citoyens - Parti de la Citoyenneté (C's), est elle aussi bien placée puisqu'elle capte plus de 10 % des voix et 5 députés, se plaçant même en troisième en Ávila, Salamanque et Soria.
Reléguée à présent en cinquième position, la Gauche unie de Castille-et-León sauve son seul député, dans la province de Valladolid, bien qu'elle perde 13 000 voix en quatre ans. Dans la province de León, l'Union du peuple léonais assure le maintien de sa représentation en conservant son unique mandat parlementaire avec 7 % des suffrages. L'abandon de 7 000 voix l'amène à son plus bas niveau depuis son entrée aux Cortes, en 1995.

### Conséquences
Le 3 juillet, Juan Vicente Herrera est investi président de la Junte pour un cinquième mandat après avoir négocié l'abstention de C's. Il n'obtient ainsi l'investiture que lors du second vote, par 42 voix pour, 37 contre et 5 abstentions.